# Ključ (Mionica)
Pour les articles homonymes, voir Ključ.
Ključ (en serbe cyrillique : Кључ) est un village de Serbie situé dans la municipalité de Mionica, district de Kolubara. Au recensement de 2011, il comptait 431 habitants.

## Démographie
| 1948 | 1953 | 1961 | 1971 | 1981 | 1991 | 2002 | 2011 |
| ---- | ---- | ---- | ---- | ---- | ---- | ---- | ---- |
| 988  | 969  | 895  | 827  | 709  | 602  | 498  | 431  |

|  |

## Galerie

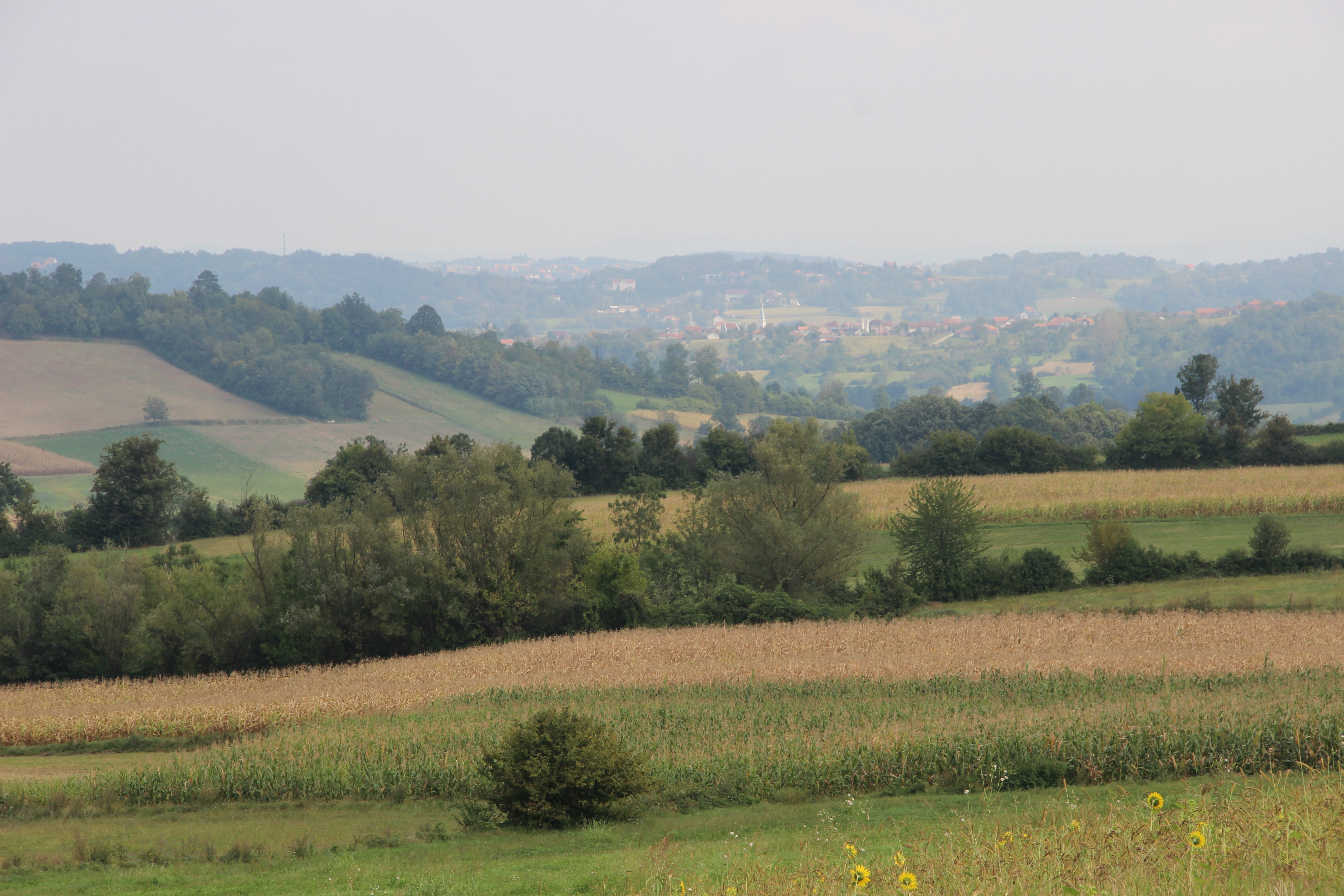
Ključ - panorama
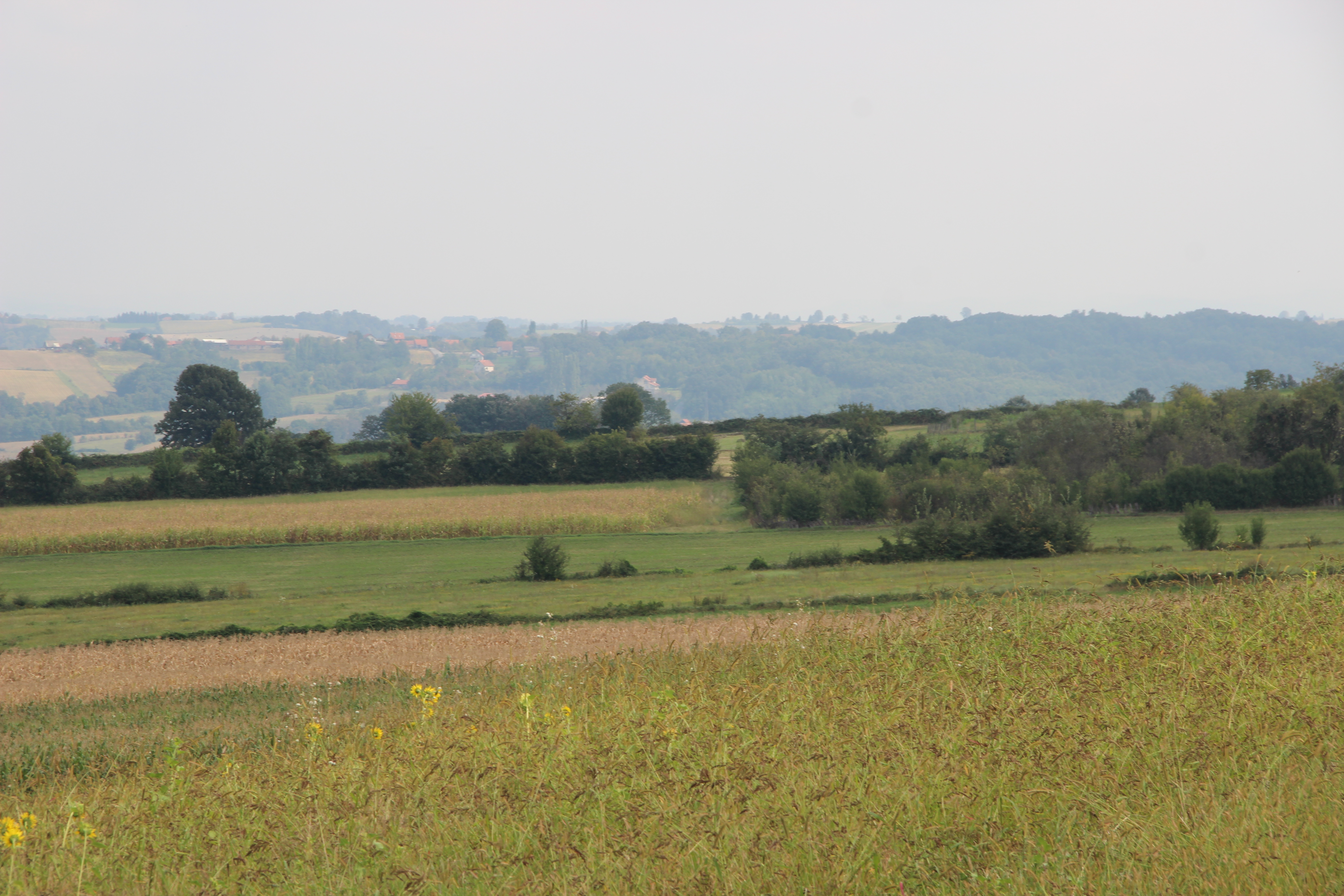
Ključ - panorama
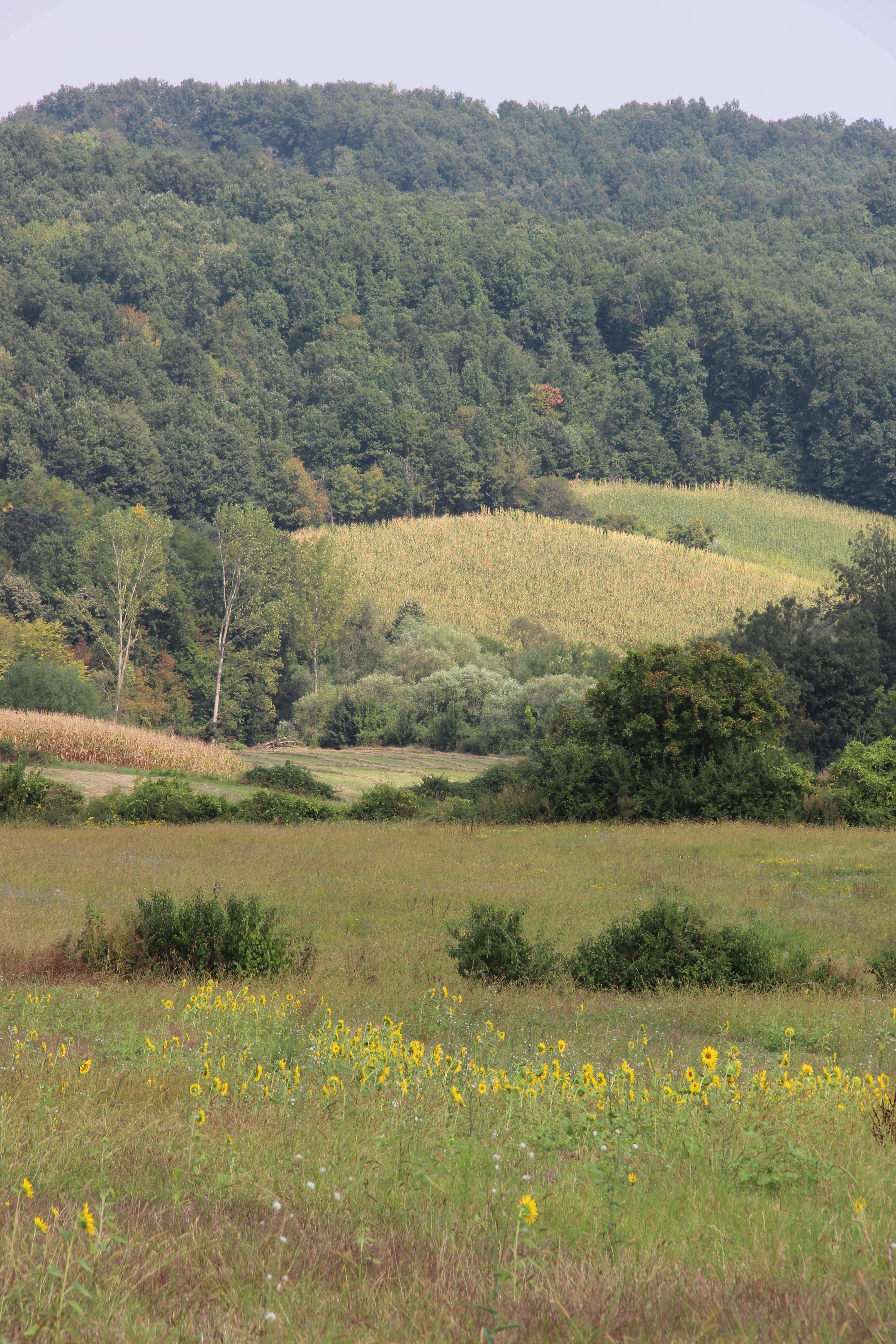
Ključ - panorama
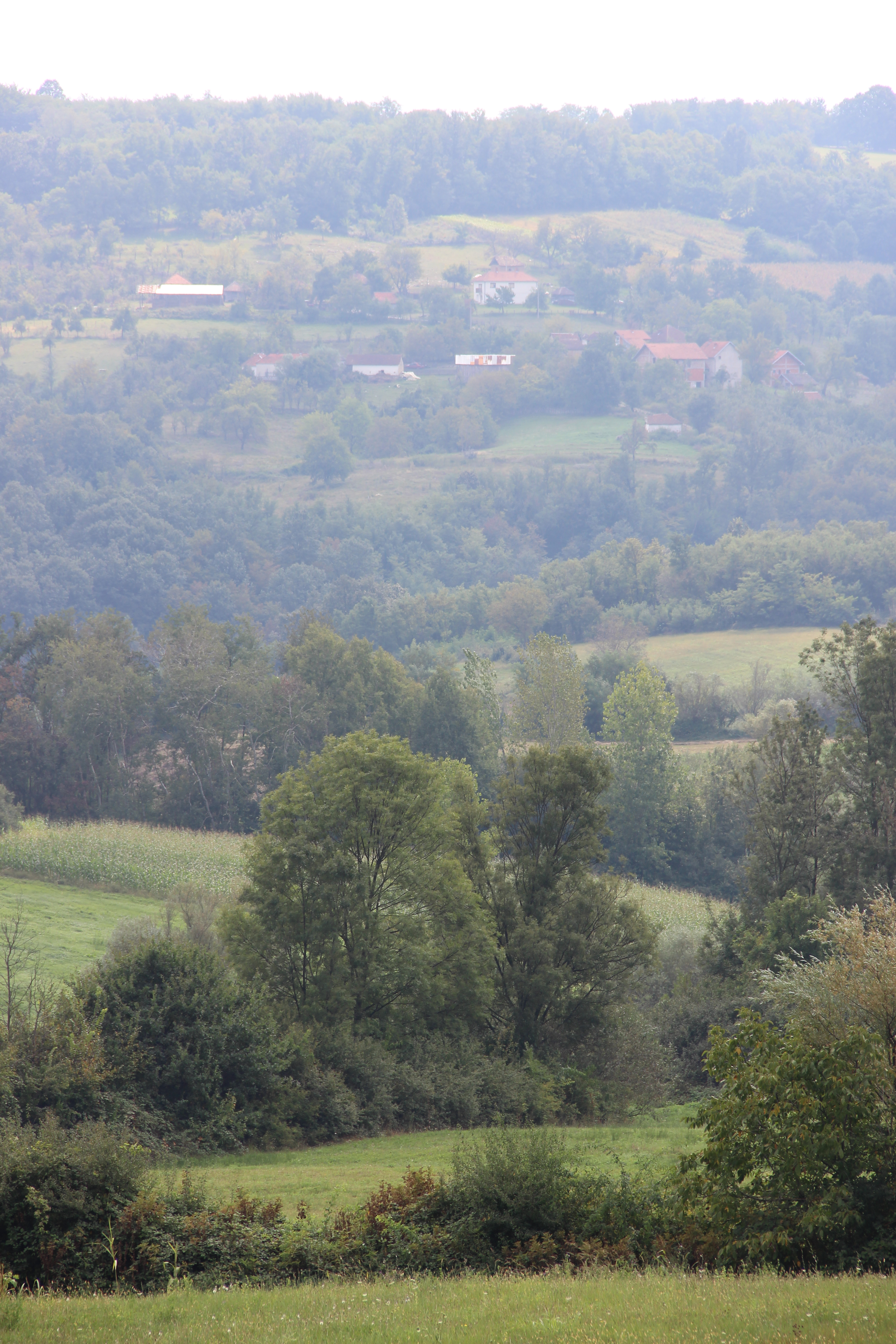
Ključ - panorama